# 樹木子
樹木子（じゅぼっこ）は、水木しげるの著書を始めとする日本の妖怪関連の書籍に記述のある木の妖怪。
多くの戦死者の出た戦場跡地などに生えており、外観は一般の樹木と変わらないものの、死者の血を大量に吸って妖怪と化しているために血に飢えており、通りかかった人を捕まえ、枝々を管のように操って人の血を吸うとされる。こうして人間の生命を吸った樹木子は、いつまでもみずみずしい姿を保っているのだという。
斎藤守弘が『別冊少女フレンド』1966年11月号に掲載した記事「あなたのそばにいる日本の妖怪特集」（無記名）が「じゅぼっこ」の初出で、おそらく斎藤による創作の妖怪である。この記事が『週刊少年マガジン増刊 日本妖怪大全』（1968年）をはじめとする水木の著作で使われつづけたため、斎藤の記事が再発見される以前は水木の創作物であると思われていた。